# Логроњо
Логроњо (шп. Logroño) је главни град провинције и аутономне заједнице Риоха у Шпанији.  Логроњо лежи на северу Риохе у долини реке Ебро у непосредној близини Баскије. Налази се на 386м надморске висине. Површина града износи 79,6 km² и има 145.099 становника по попису из 2005. године.

## Географија

### Клима
Логроњо је град са топлим летима и малом количином падавина.

## Историја
Логроњо је у доба Ибера и Римљана носио назив Лукросус (лат. Lucrosus). У средњем веку био је важно место на коме су се заустављали људи који су ишли на ходочашће. Тада су за њега говорили да је „град као пут“ (шп. la ciudad como el camino). У борбама између Наваре и старе Кастиље, Логроњо је често био уништаван и разаран. Краљ Алфонсо VI од Леона је 1099. дао граду одређене привилегије. Нешто касније градитељ Сан Хуан де Ортега саградио је нови мост преко Ебра.

## Становништво
Према процени, у граду је 2008. живело 150.071 становника.

| 1981.   | 1989.   | 1991.   | 2001.   | 2002.   |
| ------- | ------- | ------- | ------- | ------- |
| 109.536 | 122.254 | 122.254 | 133.058 | 133.058 |

## Привреда
Привреду града одликују повртарство, услужне делатности и производња производа од керамике. На универзитету Риохе студира око 5.000 студената.

## Празници
Значајне прославе су Сан Бернабе, заштитник града, 11. јуна и Сан Матео, градски фестивал, од 20. до 26. септембра.
- Трг у Старом граду
- Општина Логроња
- Катедрала Санта Марија де ла Редонда

## Партнерски градови
- Дармштат
- Дакс
- Бреша
- Вилхелмсхафен